# Lyam Akrab
Pas d'image ? Cliquez ici

a Compétitions nationales et continentales officielles uniquement.

b Matchs officiels uniquement.
Dernière mise à jour le 20 août 2025.
Lyam Akrab, né le 6 septembre 2005, est un joueur français de rugby à XV qui joue au poste de talonneur au Montpellier HR.

## Biographie
Lyam Akrab est formé au Cercle sportif Grésivaudan Belledonne à Villard-Bonnot en Isère, puis au FC Grenoble où il reste un an, avant de rejoindre le centre de formation du Montpellier Hérault Rugby en 2020, il rejoint.
En février 2024, il est convoqué dans le groupe de l'équipe de France des moins de 20 ans pour préparer le match face à l'Écosse dans le cadre du Tournoi des Six Nations des moins de 20 ans en raison de la blessure de Robin Couly. Le 9 février 2024, il honore sa première sélection lors de ce match face à l'Écosse en entrant en jeu en seconde période. Le 18 mai 2024, il dispute son premier match avec l'équipe première du MHR face au Stade toulousain, en Top 14, en remplaçant Christopher Tolofua en début de seconde période. En juin 2024, il est présélectionné pour participer au Championnat du monde junior mais ne fait pas partie du groupe final.
Le 14 décembre 2024, il inscrit son premier essai en professionnel face aux Ospreys en Challenge Cup. Courant janvier 2025, il est à nouveau convoqué pour le Tournoi des Six Nations des moins de 20 ans. Il participe comme titulaire aux cinq rencontres de l'équipe de France, qui remporte le Tournoi malgré une défaite en Angleterre. Il termine meilleur marqueur de la compétition avec sept essais, égalant le record d'Elliot Daly établi en 2011. Grâce à ses bonnes performances durant la compétition, il est élu meilleur joueur du Tournoi.
En juin 2025, il est retenu pour le Championnat du monde junior.

## Palmarès

### En équipe nationale
- Vainqueur du Tournoi des Six Nations en 2025 avec l'équipe de France des moins de 20 ans.

### Distinctions personnelles
- Meilleur marqueur du Tournoi des Six Nations des moins de 20 ans en 2025 (7 essais).
- Meilleur marqueur de l'histoire du Tournoi des Six Nations des moins de 20 ans (7 essais).
- Meilleur joueur du Tournoi des Six Nations des moins de 20 ans en 2025.